# Észak-Fokföld
Észak-Fokföld a Dél-afrikai Köztársaság legnagyobb és legritkábban lakott tartománya. 1994-ben hozták létre, amikor Fokföld tartományt felosztották Észak-, Kelet- és Nyugat-Fokföldre. Székhelye Kimberley. Hozzá tartozik a Kalahari Gemsbok Nemzeti Park, amely egy Botswanával közös határon átnyúló nemzeti park része. Itt található az Augrabies-vízesés és a Kimberley- és Alexander Bay-környéki gyémántlelőhelyek.  Nyugati részén terül el a Namaqualand régió. A déli részén fekvő De Aar és Colesberg városok a Nagy-Karoo nevű félsivatagban találhatók, és fontos közlekedési csomópontok Johannesburg, Fokváros és Port Elizabeth között. A tartományon keresztülfolyik az Oranje folyó, amely egyben a délkeleti (Szabadállam felé) és északnyugati (Namíbia felé) határait is kijelöli. Vizét az Upington körüli szőlőültetvények öntözésére is használják. Az északkeleti Kuruma missziós állomásáról ismert.
Észak-Fokföldön lakik arányaiban a legtöbb afrikaans anyanyelvű ember az országban. Négy hivatalos nyelve az afrikaans, a cvána, a xhosza és az angol.

## Fordítás
- Ez a szócikk részben vagy egészben a Northern Cape című angol Wikipédia-szócikk ezen változatának fordításán alapul.  Az eredeti cikk szerkesztőit annak laptörténete sorolja fel. Ez a jelzés csupán a megfogalmazás eredetét és a szerzői jogokat jelzi, nem szolgál a cikkben szereplő információk forrásmegjelöléseként.